# Yexian
Yexian of Ye is een Chinees arrondissement in de Henanse stadsprefectuur Pingdingshan. Dit arrondissement heeft een oppervlakte van 1387km² en in 2002 had het 820.000 inwoners. De postcode van Yexian is 467200. De bestuurszetel van dit arrondissement huist in het district Kunyang 昆阳镇. Yeyigucheng 叶邑故城 en Yexianxianya 叶县县衙 staan op de lijst van beschermd historisch erfgoed van de Volksrepubliek China. Voor het ontstaan van Republiek China heette het gebied Yeyi 葉邑 in plaats van Yexian. Volgens oude verhalen zou Yeyi's eerste leider de voorouder zijn van alle mensen met de Chinese achternaam Ye/Yip.

## Bestuurlijke verdeling
Yexian is verdeeld in vijf grote gemeenten:
- Kunyang 昆阳镇
- Rendian 任店镇
- Bao'an (Henan) 保安镇
- Zunhuadian 遵化店镇
- Xiantai 仙台镇

en dertien gemeenten:
- Chengguan (Henan)城关乡
- Dengli 邓李乡
- Jiuxian 旧县乡
- Gongdian 龚店乡
- Tianzhuang 田庄乡
- Xiali (Henan) 夏李乡
- Xindian 辛店乡
- Longquan (Henan) 龙泉乡
- Liancun 廉村乡
- Hongzhuangyang 洪庄杨乡
- Mazhuang 马庄回族乡
- Shuizhai 水寨乡
- Changcun 常村乡